# Môi nhỏ
Môi nhỏ hay môi bé (tiếng Latin: labia minora) là hai lớp da ở hai bên cửa âm đạo của âm hộ người, nằm giữa môi lớn (tiếng Latin: labia majora). Môi nhỏ dao động rất nhiều về kích thước, màu sắc, và hình dạng đối với từng cá nhân.

## Cấu trúc và chức năng
Môi nhỏ kéo dài từ âm vật xuống dưới, theo chiều ngang, và ngược lại ở hai bên của mặt trước âm hộ, kết thúc giữa đáy mặt trước âm hộ và môi lớn. Hai nửa cuối của môi nhỏ thường được nối qua đường giữa bằng một nếp da, được đặt tên là da nối môi nhỏ.
Ở phía trước, mỗi môi bé chia thành hai phần bao xung quanh âm vật. Phần trên của mỗi lớp da phủ từ âm vật tới phần trên của lớp da kia - thường sẽ nhỏ hơn hoặc lớn hơn môi kia - tạo thành một nếp gấp che cho âm vật (đầu âm vật); lớp da gồ lên này được gọi là bao âm vật. Phần dưới đi qua âm vật và kết hợp với bề mặt dưới của nó, tạo thành lớp da phủ âm vật.

### Sự đa dạng
Mỏng hơn môi lớn, môi nhỏ cũng có thể hẹp hơn so với môi lớn, hoặc rộng hơn so với môi lớn, do đó nhô ra ngoài phần mu và làm cho thuật ngữ minora (tiếng Latin nghĩa là nhỏ hơn) không thể áp dụng được trong những trường hợp này.
Việc môi nhỏ rộng hơn và/hoặc dài hơn là khác nhau giữa những phụ nữ khác nhau, với một số nam giới và phụ nữ nhấn mạnh đến vẻ đẹp của môi nhỏ có kích thước lớn trong khi những phụ nữ khác có môi nhỏ kích thước lớn như vậy lại phàn nàn về sự khó chịu hoặc do kích thích khi mặc quần áo chật hơn hoặc từ chính thái độ tiêu cực của họ đối với hình ảnh của cơ quan sinh dục nữ gọn gàng hơn mà họ coi là khuôn mẫu tiêu chuẩn.
Hai môi nhỏ cũng có thể là mịn màng hoặc thô ráp. Việc môi nhỏ thô ráp là hệ quả của việc môi nhỏ dài hơn hoặc rộng hơn.

### Tính năng
Môi nhỏ có tác dụng bảo vệ âm hộ ngoài khỏi các kích ứng, khô và nhiễm khuẩn, với các lỗ âm đạo và niệu đạo. Trong quá trình quan hệ tình dục qua đường âm đạo, môi nhỏ có thể góp phần kích thích toàn bộ khu vực âm vật và âm đạo của người phụ nữ và dương vật của bạn tình. Việc kích thích âm vật có thể được thực hiện thông qua cách kéo căng bao âm vật và dây chằng của nó bằng cách kéo căng môi bé. Trong quá trình kích thích tình dục, môi bé được bôi trơn bằng chất nhầy tiết ra trong âm đạo và xung quanh nó để làm cho sự xâm nhập của dương vật không bị đau và bảo vệ chúng không bị ngứa hay khó chịu.

## Hình ảnh bổ sung

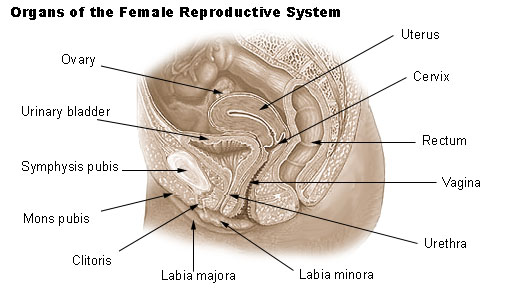
Các bộ phận của hệ thống sinh dục nữ.
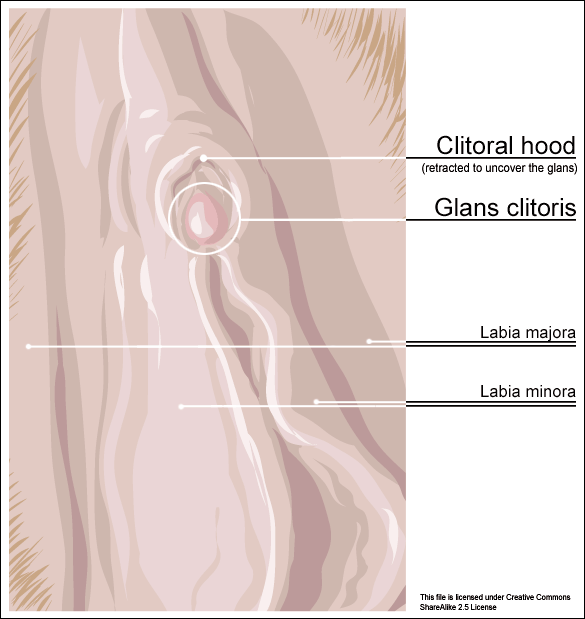
Giải phẫu bên ngoài của âm vật.
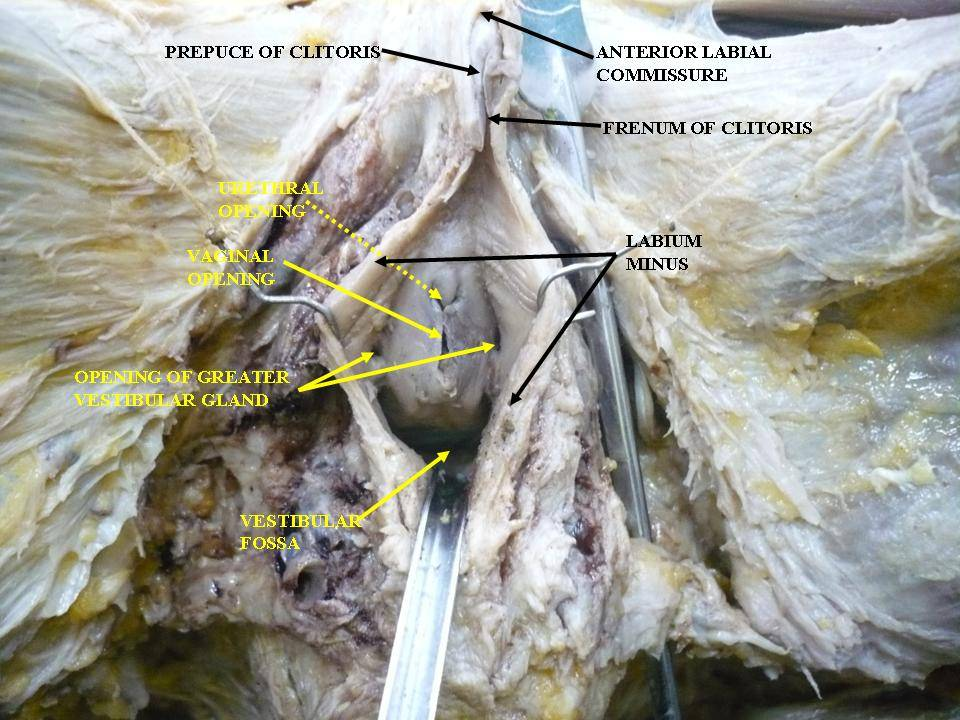
Âm vật, hình cắt lớp sâu.